# Avenida Centenario (Ucayali)
La avenida Centenario es la vía más importante de la ciudad peruana de Pucallpa y es a la vez una prolongación de la ruta nacional PE-18C que la conecta con el resto del país. Divide horizontalmente toda la ciudad y marca el límite entre los distritos de Yarinacocha y Manantay. Es la vía más transitada e importantes avenidas la cruzan de norte a sur y viceversa.
En 2022 se proyectaron nuevas calles trasversales a la avenida Centenario para reducir la congestión del tramo central.